# 少林拳王子
『少林拳王子』（原題：少林傳人、英題：Shaolin Prince）は、香港のショウ・ブラザーズが1982年に製作した武侠／カンフーコメディ映画。

## あらすじ
九王爺の反乱で殺された皇帝は、2人の王子を部下、李正と谷龍に託す。兄は玉璽とともに少林寺にひきとられ破戒僧3人にカンフーをおそわり、易筋経を会得する。弟は天王剣とともに、宰相にひきとられる。
九王爺は甥を皇帝にして、帝国に君臨していた。成長した王子たちは、運命により協力しあい、九王爺たちを倒す。

## スタッフ
- 監督 - タン・チァ
- 製作 - ラン・ラン・ショウ
- 製作総指揮 - モナ・フォン
- 脚本 - ウォン・ジン（王晶）[注釈 1]
- 撮影 - ホァン・チェ、ツォ・ワイケイ
- 武術指導 - タン・チァ、ホアン・ペイジー、ユン・ワー、ユエン・ブン、リー・ホイサン

## キャスト
- ティ・ロン - 道行（タオシン、成長した第一皇太子）
- イー・トンシン - 五子泰（ツータイ、成長した第二皇太子）
- パイ・ピョウ - 九王爺
- クー・フェン - 宰相
- アラン・チャン
- ラウ・ユクポク